# Sorajja Manuczehri
Sorajja Manuczehri, Soraya Manutchehri (pers. ثریا منوچهری; ur. 1951 w Kuhpaje, zm. 15 sierpnia 1986 tamże) − 35-letnia Iranka, ofiara ukamienowania za przestępstwo cudzołóstwa, bohaterka powieści La Femme Lapidée Freidoune'a Sahebjama oraz powstałego na jej podstawie w 2008 filmu Ukamienowanie Sorayi M. w reżyserii Cyrusa Nowrasteha.
Manutchehri została posądzona o rzekomą zdradę męża. Mąż oskarżonej − strażnik więzienny Ghorban-Ali, mający za sobą nieznaczną przeszłość kryminalną, miał powód, by przyczynić się do zabicia Sorajji. Mężczyzna był zainteresowany nowym ożenkiem z 14-letnią dziewczyną. Nie chcąc brać odpowiedzialności za utrzymywanie dwóch rodzin ani oddać wniesionego przez Sorajję posagu, rozpuścił fałszywą plotkę o zdradzie. Karą za zdradę jest według prawa koranicznego ukamienowanie. Szariat nakazuje jednak zbadanie świadectwa czterech świadków. Mułła nie do końca wywiązał się w tym względzie z nałożonego na niego prawem obowiązku. Manuczehri stała się ofiarą niesprawiedliwego sądu.